# Подводные лодки типа «Санта-Крус»
Подводные лодки типа «Санта-Крус» (исп. Santa Cruz) — серия подводных лодок ВМС Аргентины немецкой постройки, также известная как тип TR-1700.
Представители этого типа — самые крупные подводные лодки, построенные в Германии со времён Второй мировой войны, и одни из самых быстрых дизельно-электрических субмарин в мире.

## История проекта
В 1974 в Аргентине была принята амбициозная военно-морская программа (исп. Plan Nacional de Construcciones Navales от 28 марта 1974 года) обновления флота для замены в составе ВМС кораблей времён Второй мировой войны. Изначально, по плану от 30 ноября 1977 года предполагалась постройка шести подводных лодок — двух TR-1700, построенных в Германии на верфи Thyssen Nordseewerke, двух TR-1700, построенных по лицензии в Аргентине на верфи Astillero Ministro Manuel Domecq García (MMDG), и двух подлодок подтипа TR-1400, меньших по водоизмещению, также построенных в Аргентине. Окончательное соглашение 1982 года предполагало постройку шести субмарин TR-1700. Фактически, из-за финансовых проблем Аргентины были построены только немецкие подводные лодки, поставленные в 1984—1985 гг.
На заложенной в 1983 «Санта-Фе» работы были полностью прекращены в 1996 при 52 % готовности, а заложенная в 1985 «Сантьяго-дель-Эстеро» была готова на 30 %. Были попытки продать S-43 и S-44 Тайваню, затем они были использованы как источник запасных частей для двух первых подлодок.

## Конструкция
На момент постройки подводные лодки типа TR 1700 считались весьма современными. Лодка была скоростной и отличалась солидной глубиной погружения. Конструкция подводной лодки была рассчитана на высокую подводную скорость, выносливость и живучесть.
Ход лодке обеспечивают четыре дизеля  MTU и электрический двигатель Сименс (подробности ниже). Ресурсы TR 1700 допускают автономность плавания подлодки около 30 суток, хотя отдельные источники указывали на возможную максимальную автономность порядка 70 суток. Автоматика лодки перезаряжает торпедные аппараты за 50 секунд. Для осуществления спецопераций субмарина может принять глубоководный спасательный аппарат, а также способна брать на борт и высаживать на берег небольшой десант.

## Энергетическая установка
Жизнедеятельность лодки обеспечивают четыре дизеля MTU 16V652 МВ81 мощностью 5000 киловатт (6720 л. с.) (производитель дизельных и газопоршневых двигателей MTU Friedrichshafen), четыре электрогенератора, электрический двигатель от Siemens типа 1HR4525 мощностью 6600 киловатт (8850 л. с.) и восемь 120-элементных батарей. В результате скорость хода субмарины в подводном  положении достигает 25 узлов (46 км/ч; 29 миль/ч), в надводном положении – 15 узлов. Дальность плавания – 22 250 километров (13 825 миль) в надводном положении со скоростью 8 узлов.

## Вооружение
Шесть носовых 533-мм (21-дюймовых)торпедных аппаратов для 22 управляемых по проводам торпед SST-4, или Мк 37, или 34 мины.
В составе радиоэлектронного вооружения навигационная РЯС «Калипсо IV», система управления огнем «Синбадз», аппаратура РЭР «Си сентри III», активно-пассивная ГАС обнаружения и управления огнем CSU 3/4, пассивная ГАС определения дальности DUUX 5.

## Нынешнее состояние

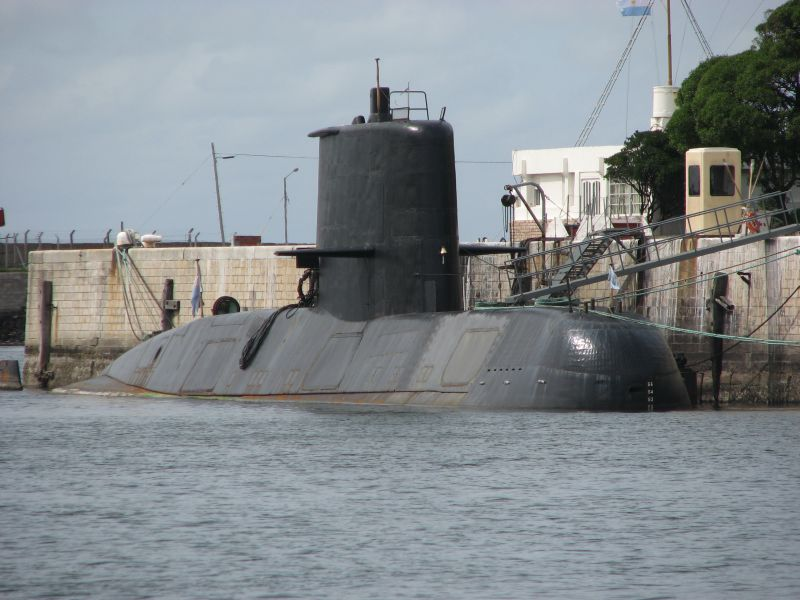
«Сан-Хуан» в 2007

В 1999—2001-х гг. «Санта-Крус» прошла капитальный ремонт и модернизацию на верфи Arsenal de Marinha Rio de Janeiro (AMRJ, Бразилия), заключавшуюся в замене двигателей, аккумуляторов, гидроакустического и радиолокационного оборудования. «Сан-Хуан» прошёл аналогичную модернизацию на верфи Astillero Domecq García.
В сентябре 2010 года Министерство обороны Аргентины, в лице Артуро Пуричелли, заявило о возможной достройке «Санта-Фе» (S-43). Решение должно быть принято после завершения модернизации «Сан-Хуана». В достройке предполагается участие сотрудников INVAP и CNEA, которые исследуют возможное применение в качестве силовой установки ядерного реактора CAREM национальной разработки. Предполагаемая стоимость завершения «Санта-Фе» оценивается в 60 миллионов долларов США.
По состоянию на 2010 год обе субмарины находятся в составе военно-морского флота Аргентины.

## Список подводных лодок типа
| Название            | Бортовой номер | Верфь                                        | Закладка       | Спуск на воду    | Ввод в строй    | Примечания         |
| ------------------- | -------------- | -------------------------------------------- | -------------- | ---------------- | --------------- | ------------------ |
| Santa Cruz          | S-41           | Thyssen Nordseewerke, Эмден                  | 6 декабря 1980 | 28 сентября 1982 | 18 октября 1984 |                    |
| San Juan            | S-42           | Thyssen Nordseewerke, Эмден                  | 18 марта 1982  | 20 июня 1983     | 19 ноября 1985  | Найдена, затонула. |
| Santa Fe            | S-43           | Astillero Domecq García (MMDG), Буэнос-Айрес | 4 октября 1983 | -                | -               |                    |
| Santiago Del Estero | S-44           | Astillero Domecq García, Буэнос-Айрес        | 5 августа 1985 | -                | -               |                    |
| ?                   | S-45           | Astillero Domecq García, Буэнос-Айрес        | ?              | -                | -               |                    |
| ?                   | S-46           | ?                                            | ?              | -                | -               |                    |